# Gleima
Gleima ist eine Siedlung in der Gemeinde Remptendorf im Saale-Orla-Kreis in Thüringen.

## Geografie
Gleima liegt auf einem zum Sormitztal neigenden Hochplateau des Südostthüringer Schiefergebirges. Die Flur wird östlich von bewaldeten Anhöhen und westlich von bewaldeten Abhängen flankiert. Im Tal der Sormitz verläuft die Bundesstraße 90 und auf der Hochebene von Gleima parallel die Landesstraße 1099, die dann weiter nördlich an die Bundesstraße 90 anschließt.

## Geschichte
Gleima wurde am 30. April 1417 urkundlich erstmals genannt. Der Ort lag bis 1918 im Leutenberger Gebiet der Oberherrschaft des Fürstentums Schwarzburg-Rudolstadt.
Am 2. September 1995 wurde Gleima nach Gahma eingemeindet.